# Dark Crimes
Dark Crimes (v anglickém originále Dark Crimes) je polsko-americký kriminální film z roku 2016. Režisérem filmu je Alexandros Avranas. Hlavní role ve filmu ztvárnili Jim Carrey, Marton Csokas, Charlotte Gainsbourg, Agata Kulesza a Kati Outinen. 

## Obsazení
| Jim Carrey           | Tadek           |
| Marton Csokas        | Kozlov          |
| Charlotte Gainsbourg | Kasia           |
| Agata Kulesza        | Marta           |
| Kati Outinen         | Malinowska      |
| Zbigniew Zamachowski | Lukasz          |
| Danuta Kowalska      | Kozlovova matka |
| Vlad Ivanov          | Piotr           |